# Gretz
Gretz – polski herb szlachecki z nobilitacji.

## Opis herbu
Na tarczy dzielonej w pas, z polem dolnym w słup, w polu I, błękitnym, dwie głowy orle czarne z czerwonymi jęzorami, w pas; w polu II, srebrnym, trzy jabłka czerwone, w słup; w polu III, czerwonym, trzy pasy srebrne.
Na hełmie w koronie, klejnot – dwie trąby myśliwskie, czarne.
Labry z prawej czerwone, podbite srebrem, z lewej błękitne, podbite srebrem.

## Najwcześniejsze wzmianki
Nadany 12 stycznia 1580 Janowi i Andrzejowi Gretzom, mieszczanom toruńskim.

## Herbowni
Grecz, Gretz, Gręzowski.